# Ctenanthe lanceolata
Ctenanthe lanceolata är en strimbladsväxtart som beskrevs av Otto Georg Petersen. Ctenanthe lanceolata ingår i släktet Ctenanthe och familjen strimbladsväxter. Inga underarter finns listade.